# Каргус, Рудольф
Рудо́льф Ка́ргус (нем. Rudolf Kargus; 15 августа 1952, Вормс, ФРГ) — немецкий футболист, игравший на позиции вратаря.

## Карьера

### Клубная
Рудольф Каргус начинал карьеру в родном клубе «Ворматия». В 1971 году он перешёл в «Гамбург», где в 1973 году стал первым вратарём команды. В этой роли Каргус играл за ганзейский клуб до 1980 года. Играя за «Гамбург», немецкий вратарь стал известным из-за его умения отбивать пенальти, за что он получил прозвище Убийца пенальти (нем. Elfmetertöter). В составе «динозавров» Каргус выиграл кубок обладателей кубков 1976/77, Бундеслигу 1978/79 и дошёл до финала кубка европейских чемпионов 1979/80.
После окончания контракта с «Гамбургом» Каргус присоединился к «Нюрнбергу». Он был основным вратарём клуба, когда «клуб» в 1984 году вылетел во Вторую Бундеслигу. В тот же год Каргус перешёл в «Карлсруэ», который играл в Бундеслиге. Однако, заняв 17 место в чемпионате, клуб вылетел во Вторую Бундеслигу.
В 1986 году новым клубом Каргуса стала дюссельдорфская «Фортуна». Однако в сезоне 1986/87, где Рудольф сыграл в 20 матчах, «Фортуна» вылетела во Вторую Бундеслигу. По окончании того сезона он перешёл в «Кёльн», где, однако, не провёл ни одного матча и где он был запасным вратарём у молодого Бодо Илльгнера.
В 1990 году Каргус завершил карьеру. Всего он сыграл в 408 играх в Бундеслиге и 19 играх во Второй Бундеслиги.

### Национальная
Всего за карьеру Каргус сыграл в трёх играх за сборную Германии. Он был взят в сборную на чемпионат Европы 1976 года в Югославии и на чемпионат мира 1978 года в Аргентине, где он был вторым номером после Зеппа Майера и где не сыграл ни в одной встрече.

## Достижение
- Серебряный призёр чемпионата Европы: 1976
- Финалист кубка европейских чемпионов: 1979/80
- Обладатель кубка обладателей кубков: 1976/77
- Чемпион Германии: 1978/79
- Вице-чемпион Германии (4):  1975/76, 1979/80, 1988/89, 1989/90
- Обладатель кубка Германии: 1975/76
- Финалист кубка Германии (2): 1973/74, 1981/82